# الدحمة بني مالك
الدحمة هي إحدى قرى محافظة الطائف التابعة لمنطقة مكة المكرمة في المملكة العربية السعودية. تقع تحديدًا في مركز حداد بني مالك جنوب المحافظة، على بُعد يقدّر بحوالي 130 كيلومترًا من الطائف. تُعدّ قريةً عربيةً حجازيةً بجليّة، يقطنها أبناء قبيلة بني مالك بجيلة الأنمارية العدنانية.

## التسمية
يرجع اسم “الدحمة” إلى الجدّ الأكبر دحيم، حيث نُسب أبناؤه إليه فاشتهروا بـ”الدحمة”. في فترة من الفترات، كانت تُعرف أيضًا بـ”دار ابن باشه”، نسبة إلى باشه بن صالح بن دحيم، إلا أن هذا الاسم اختفى تدريجيًا وعادت القرية إلى تسميتها الأصلية “الدحمة”.

## النسب
ينتمي سكان قرية الدحمة إلى فخذ آل قاسم من بني دهيس، الذين تعود أصولهم إلى قبيلة بَالنعيم، وهي من فروع قبائل بني مالك بجيلة الأنمارية العدنانية.

## الموقع الجغرافي
تقع قرية الدحمة في منطقة تُعرف بـ”الجداء”، والتي تضم مجموعة من قرى قبيلة بالنعيم. يحد القرية من الشرق قرية الشضابية ومن الغرب قرية أهل القرى ومن الجنوب حمى الدحمة ومن الشمال قرية الهولة.
يوجد طريق أسفلتي يصل إلى القرية. تتميز بأراضيها الزراعية الخصبة، وتوفر عدد كبير من الآبار.